# Ronde van Spanje 1994
| Eindklassement      |                    |             |
| Algemeen klassement | Tony Rominger      | 92h 07' 48" |
| Tweede              | Mikel Zarrabeitia  | + 7' 28"    |
| Derde               | Pedro Delgado      | + 9' 27"    |
| Vierde              | Alex Zülle         | + 10' 54"   |
| Vijfde              | Oliverio Rincón    | + 13' 09"   |
| Zesde               | Luc Leblanc        | + 15' 27"   |
| Zevende             | Vicente Aparicio   | + 15' 48"   |
| Achtste             | Luis Pérez         | + 16' 46"   |
| Negende             | Fernando Escartín  | + 16' 54"   |
| Tiende              | Alberto Camargo    | + 20' 35"   |
| Puntenklassement    | Laurent Jalabert   | 243 punten  |
| Tweede              | Tony Rominger      | 227 punten  |
| Derde               | Alex Zülle         | 121 punten  |
| Bergklassement      | Luc Leblanc        | 158 punten  |
| Tweede              | Michele Coppolillo | 148 punten  |
| Derde               | Tony Rominger      | 136 punten  |

De 49e editie van de Ronde van Spanje werd verreden in 1994 en begon op 25 april en duurde tot 15 mei.
De Zwitser Tony Rominger van Mapei werd de eindwinnaar van deze editie. Hij droeg de leiderstrui van het begin tot het einde van deze ronde. Rominger werd tevens tweede in het door Laurent Jalabert gewonnen puntenklassement en derde in het door de Fransman Luc Leblanc gewonnen bergklassement. Laurent Jalabert won zeven etappes, terwijl Rominger zes dagoverwinningen boekte. De Spaanse ploeg Banesto werd winnaar van het ploegenklassement.
- Aantal ritten: 20 + proloog
- Totale afstand: 3521,0 km
- Gemiddelde snelheid: 38,333 km/h

## Belgische en Nederlandse prestaties

### Belgische etappezeges
- Er waren geen Belgische etappezeges in deze Ronde van Spanje.

### Nederlandse etappezeges
- Jean-Paul van Poppel won de 8e etappe in Valencia en Bart Voskamp won de zestiende etappe in Alto del Naranco.

## Etappes
| Etappe  | Datum    | Steden                                | km                | Winnaar              | Leider algemeen klassement |
| proloog | 25 april | Valladolid                            | 9                 | Tony Rominger        | Tony Rominger              |
| 1       | 26 april | Valladolid - Salamanca                | 178,4             | Laurent Jalabert     | Tony Rominger              |
| 2       | 27 april | Salamanca-Cáceres                     | 239               | Laurent Jalabert     | Tony Rominger              |
| 3       | 28 april | Almendralejo-Cordoue                  | 235,6             | Endrio Leoni         | Tony Rominger              |
| 4       | 29 april | Cordoue-Granada                       | 166,9             | Laurent Jalabert     | Tony Rominger              |
| 5       | 30 april | Granada-Sierra Nevada                 | 151,7             | Tony Rominger        | Tony Rominger              |
| 6       | 1 mei    | Baza-Alicante                         | 256,5             | Simone Biasci        | Tony Rominger              |
| 7       | 2 mei    | Benidorm                              | 39,5 Ind. tijdrit | Tony Rominger        | Tony Rominger              |
| 8       | 3 mei    | Benidorm-Valencia                     | 166               | Jean-Paul van Poppel | Tony Rominger              |
| 9       | 4 mei    | Igualada-Andorra                      | 205               | Ángel Yesid Camargo  | Tony Rominger              |
| 10      | 5 mei    | Andorra-Cerler                        | 195,3             | Tony Rominger        | Tony Rominger              |
| 11      | 6 mei    | Benasque-Zaragoza                     | 226,7             | Laurent Jalabert     | Tony Rominger              |
| 12      | 7 mei    | Zaragoza – Pamplona                   | 201,6             | Laurent Jalabert     | Tony Rominger              |
| 13      | 8 mei    | Pamplona – Valdezcaray                | 174               | Tony Rominger        | Tony Rominger              |
| 14      | 9 mei    | Santo Domingo de la Calzada-Santander | 209,3             | Alessio Di Basco     | Tony Rominger              |
| 15      | 10 mei   | Santander-Lagos de Covadonga          | 147,7             | Laurent Jalabert     | Tony Rominger              |
| 16      | 11 mei   | Cangas de Onís-Alto del Naranco       | 150,4             | Bart Voskamp         | Tony Rominger              |
| 17      | 12 mei   | Ávila-Ávila                           | 189               | Giuseppe Calcaterra  | Tony Rominger              |
| 18      | 13 mei   | Ávila-Segovia                         | 171               | Marino Alonso        | Tony Rominger              |
| 19      | 14 mei   | Segovia-Segovia                       | 53 Ind. tijdrit   | Tony Rominger        | Tony Rominger              |
| 20      | 15 mei   | Segovia - Madrid                      | 165,7             | Laurent Jalabert     | Tony Rominger              |

 winnaars · rode trui · 
 puntenklassement · 
 bergklassement · 
 combinatieklassement · 
 jongerenklassement · 
 ploegenklassement · 
 strijdlust

 Belgische leiderstruidragers · etappewinnaars

 Nederlandse leiderstruidragers · etappewinnaars
1935 · 1936 · 1937 · 1938 · 1939 · 1940 · 1941 · 1942 · 1943 · 1944 · 1945 · 1946 · 1947 · 1948 · 1949 · 1950 · 1951 · 1952 · 1953 · 1954 · 1955 · 1956 · 1957 · 1958 · 1959 · 1960 · 1961 · 1962 · 1963 · 1964 · 1965 · 1966 · 1967 · 1968 · 1969 · 1970 · 1971 · 1972 · 1973 · 1974 · 1975 · 1976 · 1977 · 1978 · 1979 · 1980 · 1981 · 1982 · 1983 · 1984 · 1985 · 1986 · 1987 · 1988 · 1989 · 1990 · 1991 · 1992 · 1993 · 1994 · 1995 · 1996 · 1997 · 1998 · 1999 · 2000 · 2001 · 2002 · 2003 · 2004 · 2005 · 2006 · 2007 · 2008 · 2009 · 2010 · 2011 · 2012 · 2013 · 2014 · 2015 · 2016 · 2017 · 2018 · 2019 · 2020 · 2021 · 2022 · 2023 · 2024 · 2025